# Jeff Beck’s Guitar Shop
Jeff Beck’s Guitar Shop — студийный альбом британского гитариста Джеффа Бека, выпущенный в 1989 году на звукозаписывающем лейбле Epic.

## История создания
Диск был записан в домашней студии Джимми Пейджа Sol Studios, в Беркшире. Альбом создан при участии известных музыкантов: Тони Хаймас на клавишных и Терри Боззио на барабанах.
Бек взял жанры, которые он затронул на протяжении всей своей карьеры — блюз, регги, рокабилли, метал, фанк, фьюжн — и использовал их в качестве отправной точки, работая над материалом с Хаймасом и Боззио в студии.
По воспоминаниям Тони Хаймаса, музыканты сочиняли материал для альбома одновременно с его записью: «Это стало настоящим, большим проектом. Писать вместе в студии — это опасно, и вы можете потратить много времени, и, к сожалению, мы, вероятно, это сделали, но конечным результатом было то, что нам удалось превратить это во что-то настоящее».
Отличительной особенностью трио является отсутствие бас-гитариста. Все партии баса исполнил Тони Хаймас на клавишных. Это дало определённое преимущество и свободу Джеффу Беку в записи гитарных партий. «Природа баса такова, что это целое болото низких частот, из которого трудно выбраться. Так что это было здорово, полная свобода», — вспоминал гитарист.
Альбом достиг 49-й позиции в Billboard Top Pop Albums, но не попал в чарты в Великобритании. Тем не менее диск получил в 1990 году «Грэмми» в номинации «Лучшее инструментальное рок исполнение».
Журнал Guitar Player высоко оценил работу Бека в альбоме:

Благодаря своим умелым и со вкусом сделанным манипуляциям с гармониями, а также с регулятором громкости и вибрато-баром Strat, Бек представил эмоциональное и красивое выступление, которое превосходило предыдущее восприятие возможностей электрогитары. Бек превратил свою гитару в вокальный инструмент, создав шаблон для глубокого исследования и умелой интерпретации многочисленных этнических вокальных стилей на протяжении оставшейся части своей карьеры.— Крис Гилл, Guitar Player
В поддержку альбома Бек отправился в совместный тур The Fire Meets the Fury Tour со Стиви Рэем Воном в 1989 году. Бек, Боззио и Хаймас играли почти весь альбом Guitar Shop, за исключением «Two Rivers», вместе с несколькими песнями из альбомов Blow by Blow и Wired и инструментальной версией «People Get Ready», песни, с которой он сделал хит, когда воссоединился с Родом Стюартом в 1985 году.

## Список композиций
Слова и музыка всех песен — Джефф Бек, Терри Бозио, Тони Хаймас, кроме отмеченных.
| №  | Название          | Автор(ы)               | Длительность |
| -- | ----------------- | ---------------------- | ------------ |
| 1. | «Guitar Shop»     |                        | 4:57         |
| 2. | «Savoy»           |                        | 3:49         |
| 3. | «Behind the Veil» | Тони Хаймас            | 4:52         |
| 4. | «Big Block»       |                        | 4:03         |
| 5. | «Where Were You»  | Джефф Бек, Тони Хаймас | 3:16         |

| №  | Название             | Автор(ы)               | Длительность |
| -- | -------------------- | ---------------------- | ------------ |
| 1. | «Stand on It»        |                        | 4:55         |
| 2. | «A Day in the House» |                        | 5:03         |
| 3. | «Two Rivers»         |                        | 5:21         |
| 4. | «Sling Shot»         | Джефф Бек, Тони Хаймас | 3:04         |

## Участники записи
Список составлен по сведениям базы данных Discogs.
Музыканты:
- Джефф Бек — гитара
- Тони Хаймас — клавишные, синтезатор
- Терри Боззио — ударные, перкуссия

| Технический персонал: - Джефф Бек — продюсер - Терри Боззио — продюсер - Тони Хаймас — продюсер - Лейф Масес — продюсер, звукоинженер, инженер сведе́ния - Дик Битэм — ассистент звукоинженера - Нил Амор — ассистент звукоинженера | Технический персонал: - Джеймс Аллен Джонс — ассистент звукоинженера - Крис Дрохан — ассистент звукоинженера - Иэн Гиллеспи — мастеринг-инженер - Дэвид Коулмен — арт-директор - Марк Райден — художник |

## Позиции в хит-парадах и сертификации
| Год  | Хит-парад                           | Высшая позиция | Пребывание в чарте |
| ---- | ----------------------------------- | -------------- | ------------------ |
| 1989 | Австралия (Kent Music Report)       | 97             | нет данных         |
| 1989 | Канада (RPM Albums Chart)           | 75             | 10 недель          |
| 1989 | США (Billboard Top Pop Albums)      | 49             | 18 недель          |
| 1989 | Финляндия (Suomen virallinen lista) | 23             | 5 недель           |
| 1989 | Япония (Oricon)                     | 9              | нет данных         |

| Регион                                                      | Сертификация | Продажи  |
| ----------------------------------------------------------- | ------------ | -------- |
| Япония (RIAJ)                                               | Золотой      | 100 000^ |
| ^ Данные о тиражах приведены только на основе сертификации. |              |          |